# Santin Roveda
Hilton Santin Roveda (União da Vitória, 26 de dezembro de 1981), conhecido como Santin Roveda, é empresário e político brasileiro, filiado ao União Brasil. Foi prefeito  de União da Vitória e desde fevereiro de 2023 é o secretário de Estado da Justiça e Cidadania do Paraná.

## Biografia
Filho de Airton Bernardo Roveda e Hilda Adamio Roveda, Hilton Santin Roveda nasceu em 26 de dezembro de 1981 em União da Vitória, no Paraná. Seu primeiro nome deriva da junção dos nomes de seus pais Hil (Hilda) ton (Airton). Tem quatro irmãos, nascidos em Porto União em Santa Catarina, cidade-irmã de União da Vitória. Seu pai foi prefeito de União da Vitória e deputado federal por três mandatos consecutivos.
Santin Roveda estudou em escola pública de União da Vitória e se mudou para Curitiba para fazer cursinho preparatório para o vestibular. Cursou Administração na Pontifícia Universidade Católica (PUCPR) e formou-se pela Universidade Positivo. Além de realizar cursos de especialização em Gestão de Negócios na Fundação Dom Cabral e no Faculdades Ibmec, onde também concluiu uma pós-graduação em Administração.
Hoje atua nos setores de argamassa usinada, mineração, energia e construção civil no Paraná e em Santa Catarina.
Organizou em União da Vitória o “Rolezinho do Bem”, inspirado nos “rolês” da época. Com ações informativas e instrutivas, criou um movimento positivo de solidariedade e cidadania, incentivando doações de sangue e visitas a asilos.
Santin é casado com Ana Claudia Roveda e tem dois filhos: Benício Portes Roveda (falecido com 10 dias de vida) e Henrique Portes Roveda. 
É autor do livro “O compromisso de inovar”, em que aborda questões de gestão pública e o papel transformador das lideranças políticas do século 21. Apresenta dados e exemplos de resultados concretos da sua gestão como prefeito.

## Trajetória política
Foi prefeito de União da Vitória de 2017 à 2020, período do qual foi presidente da Associação de Municípios Sul Paranaense (Amsulpar) e do Consórcio Intermunicipal de Saúde do Vale do Iguaçu (Cisvali). Atualmente é secretário de estado da Justiça e Cidadania do Paraná. 
Em 2014, foi convidado a ser candidato a deputado estadual pelo então Partido da República, obtendo 19.725 votos ficando com a quinta suplência da chapa Paraná Mais Forte (PSC/PR/PTdoB). Em 2016, disputou a prefeitura de União da Vitória, novamente pelo PR, tendo sido eleito com 16.333 votos, 57,39% do total. Em 2022, disputou uma cadeira na Câmara de Deputados pelo União Brasil, ficando com a segunda suplência do partido com 37.430 votos. 

### Prefeito de União da Vitória
No primeiro dia de gestão, Santin tomou uma decisão simbólica e impactante: ele e todos os secretários municipais abriram mão do primeiro salário para destinar o dinheiro à compra de remédios e à reabertura da farmácia municipal, que estava sem estoque.
Foi o único no Paraná a contratar o urbanista Jaime Lerner para desenvolver um plano de revitalização urbana.
Entregou a maior obra de infraestrutura da história de União da Vitória, a ponte José Richa, e durante a pandemia sua gestão registrou uma das menores taxas de óbito por Covid-19 do Brasil.
Santin foi considerado um dos pefeitos mais bem-sucedidos do Paraná.

### Secretário de Estado da Justiça e Cidadania do Paraná
Santin Roveda foi nomeado como secretário de Estado da Justiça e Cidadania do Paraná em fevereiro de 2023, a convite do governador Carlos Massa Ratinho Júnior. Tem como principais bandeiras de atuação: justiça social, proteção da infância, fortalecimento da cidadania, defesa do consumidor, desenvolvimento regional e inclusão de quem mais precisa. Sempre com foco em uma gestão pública eficiente, moderna e humana.
Durante sua gestão como secretário de estado, idealizou o Cuida Paraná, primeiro programa do estado voltado à inclusão de migrantes e pessoas em situação de rua, que oferece capacitação e oportunidades de ingresso no mercado de trabalho.